# معدل مستقبل الإستروجين الانتقائي
مُعدِّلات مستقبلات الإستروجين الانتقائية (إس إي آر إم) هي فئة من الأدوية التي تعمل على مستقبلات الإستروجين (إي آر). السمة التي تميز هذه المواد عن الناهضات والمناهضات النقية لمستقبل الإستروجين (أي الناهضات الكلية والمناهضات الساكنة) هي أن عملها يختلف في الأنسجة المختلفة، وبالتالي فإنها تمنح إمكانية التثبيط أو التحفيز الانتقائيين لفعل مشابه لتأثير الإستروجين في الأنسجة المختلفة.

## الاستخدامات الطبية
تُستخدم معدلات مستقبلات الإستروجين الانتقائية في العديد من الأمراض المرتبطة بالإستروجين، بما فيها الخلل الوظيفي الإباضي في تدبير العقم، وعلاج تخلخل العظم التالي للإيَاس والوقاية منه، وعلاج سرطان الثدي والحد من خطر الإصابة به، وعلاج عسر الجماع الناتج عن انقطاع الطمث. تُستخدم معدلات مستقبلات الإستروجين الانتقائية أيضًا بالاشتراك مع هرمونات الإستروجين المقترنة وتوصف لعلاج أعراض نقص الإستروجين، والأعراض الحركية الوعائية المرتبطة بانقطاع الطمث. تُستخدم أدوية إس إي آر إم اعتمادًا على نمط عملها في الأنسجة المختلفة:
يُعد التاموكسيفين من أدوية الخط الأول في العلاج الهرموني لسرطان الثدي النقيلي إيجابي مستقبلات الإستروجين. ويُستخدم للحد من خطر الإصابة بسرطان الثدي لدى النساء المعرضات لخطورة عالية للإصابة به، وعلاجًا مساعدًا للسرطانة القنوية اللابدة الموضعية سلبية العقد الإبطية وإيجابية العقد. العلاج بالتاموكسيفين مفيد أيضًا في علاج الكثافة العظمية والشحوم في الدم عند النساء في سن الإياس. تتضمن التأثيرات الضارة هبات الحرارة، والتأثير الأخطر هو ارتفاع خطر تطور الإصابة بسرطان بطانة الرحم إلى ضعفين أو ثلاثة مقارنة بالنساء من نفس السن.
يؤدي التوريميفين، وهو مشتق مكلور من التاموكسيفين، إلى تخفيض معقدات الدنا في الكبد مقارنة بالتاموكسيفين في الدراسات ما قبل السريرية، وقد طُور بهدف تجنب الإصابة بسرطان الكبد. يُستخدم علاجًا هرمونيًا لدى النساء المصابات بسرطان الثدي من المرحلة الرابعة إيجابي مستقبلات الإستروجين/مستقبلات البروجستيرون أو سرطان الثدي النقيلي الناكس، وأظهر فعالية مماثلة لفعالية التاموكسيفين عند استخدامه علاجًا مساعدًا لسرطان الثدي وفي علاج سرطان الثدي النقيلي.
يُستخدم الرالوكسيفين للوقاية من تخلخل العظام التالي للإياس وعلاجه، والوقاية من سرطان الثدي عند النساء في سن الإياس المعرضات لخطر عالٍ والمصابات بهشاشة العظام. تشير التقارير ما قبل السريرية والسريرية إلى أنه أقل فعالية بكثير من هرمون الإستروجين في علاج هشاشة العظام. بروفيله المرتبط ببطانة الرحم مقبول ولم يظهر آثارًا مشابهة لآثار التاموكسيفين في الرحم، لكنه ترافق بتأثيرات ضارة مثل الخثار الوريدي والأعراض الحركية الوعائية، بما في ذلك هبات الحرارة.
الأوسبيمافين هو مستقلب مضاهئ للتوريميفين. على عكس التاموكسيفين، لا يُعد التوريميفين مسرطنًا للخلايا الكبدية عند الفئران، وبالتالي فإن الأوسبيمافين معدل انتقائي لمستقبلات الإستروجين أكثر أمانًا من التاموكسيفين. يُستخدم لعلاج عسر الجماع المتوسط إلى الشديد، وهو من أعراض التهاب الفرج والمهبل الضموري المرتبط بانقطاع الطمث. البيانات السريرية بخصوص سرطان الثدي غير متوفرة، ولكن تشير البيانات الآتية من المختبر والجسم الحي كليهما إلى أن الأوسبيميفين قد يمتلك فعالية وقائية كيميائية في أنسجة الثدي.
يُستخدم البازيدوكسيفين علاجًا لتخلخل العظام التالي للإياس عند النساء المعرضات لخطر الكسور بدرجة كبيرة. ثبت أنه آمن نسبيًا وجيد التحمل. لم يظهر تحفيزًا للثدي أو بطانة الرحم، وفي أول سنتين، يكون هناك تحسن صغير بخصوص الانصمام الخثاري الوريدي، أما عند العلاج على المدى الطويل، فيكون مشابهًا لمعدلات مستقبلات الإستروجين الانتقائية الأخرى. ميزة البازيدوكسيفين عن التاموكسيفين هي أنه يزيد من نشاط اصطناع أكسيد النيتريك البطاني ولا يناهض تأثير 17بيتا-إستراديول بالنسبة إلى الأعراض الحركية الوعائية.
يجمع المعقد الإستروجيني الانتقائي للأنسجة (تي إس إي سي) الأول بين هرمون الإستروجين المقترن والبازيدوكسيفين (المعدل الانتقائي لمستقبلات الإستروجين) لجمع فعاليتهما. يُستخدم هذا العلاج المركب في علاج الأعراض الحركية الوعائية المتوسطة إلى الشديدة المرتبطة بانقطاع الطمث، والوقاية من تخلخل العظام التالي للإياس، وأيضًا في علاج أعراض نقص هرمون الإستروجين عند النساء اللواتي لم يخضعن لاستئصال الرحم بعد في سن الإياس. يسمح المركب بتحقيق فوائد هرمون الإستروجين في ما يتعلق بتخفيف الأعراض الحركية الوعائية دون التحفيز الإستروجيني لبطانة الرحم.